# Toxicity
Toxicity (englisch für „Giftigkeit“) ist das zweite Studioalbum der US-amerikanischen Alternative-Metal-Band System of a Down. Das von Rick Rubin und Daron Malakian produzierte Album erschien in Deutschland am 27. August und in den Vereinigten Staaten am 4. September 2001 über American Recordings bzw. Columbia. Toxicity stieg in den US-amerikanischen und kanadischen Albumcharts jeweils auf Platz eins ein. Weltweit wurden bislang über zwölf Millionen Exemplare des Albums verkauft. Das Lied Chop Suey! wurde für den Grammy in der Kategorie Best Metal Performance nominiert.

## Entstehung

### Songwriting und Aufnahmen
Noch während der Tournee zu ihrem Debütalbum System of a Down begann der Gitarrist Daron Malakian im bandeigenen Wohnwagen mit der Arbeit an neuen Liedern. Schon im Vorfeld hatte Sänger Serj Tankian den Wunsch geäußert, mehr zu singen als auf dem ersten Album. Das Lied Chop Suey! war eines der ersten fertig gestellten Lieder für das neue Album. Laut Daron Malakian hat die Band im Vorfeld am Gesang gearbeitet und dabei mehr eingängige Melodien eingebaut, um den Hörgenuss zu vergrößern. Insgesamt dauerte das Songwriting sechs bis sieben Monate. Nach dem Ende der Tourneen zum Debütalbum nahmen sich die Musiker zwei Wochen frei, bevor es ins Studio ging.
Die Aufnahmen begannen im März 2001 in den Cello Studios in Hollywood. Die Wahl fiel laut des Schlagzeugers John Dolmayan auf dieses Studio, weil es seiner Meinung nach über einen „einzigartigen, unvergleichlichen Sound“ besitzen würde. Außerdem haben Slayer dort ihr viertes Studioalbum South of Heaven aufgenommen, eines von Dolmayans Lieblingsalben. Produziert wurde das Album von Rick Rubin und Daron Malakian, während Serj Tankian als Co-Produzent auftrat. Gemischt wurde Toxicity von Andy Wallace, während Eddy Schreyer das Mastering übernahm. Als Gastmusiker wirkte Arto Tunçboyacıyan bei den Lieder Science und dem umgangssprachlich Arto genannten Hidden Track mit. Letzteres ist eine Adaption des Liedes Der Voghormia, einem traditionellen armenischen Kirchenlied.
Insgesamt wurden für das Album 32 bzw. 33 Lieder aufgenommen. Davon wurden 14 Lieder ausgewählt, weil die Musiker keine Spielzeit von mehr als rund 45 Minuten haben wollten. Die Auswahl der Lieder fiel der Band nicht leicht. Jedes Bandmitglied schrieb laut John Dolmayan die Lieder auf, von denen er glaubte, sie würden die besten Vibes transportieren. 16 der nicht verwendeten Lieder wurden auf dem ein Jahr später erschienenen Album Steal This Album! veröffentlicht.

### Veröffentlichung
Das Albumcover wurde vom ehemaligen Linkin-Park-Sänger Mark Wakefield entworfen und zeigt eine Parodie des Hollywood Sign. Statt des Ortsnamens Hollywood erscheint der Bandname. Die Idee dazu hatte der Bassist Shavo Odadjian. Die Musiker suchten für den Albumtitel nach einem Wort, das Hollywood am besten repräsentieren würde, woraufhin Daron Malakian schließlich Toxicity vorschlug.

„Es sieht von oben glamourös aus, aber wenn du hineinschaust …ist es giftig. Wenn die meisten Menschen an Los Angeles denken, denken sie an den Rodeo Drive und nicht an die schlechten Ecken.“

Für die als Singles ausgekoppelten Lieder Chop Suey!, Toxicity und Aerials wurden Musikvideos gedreht. Als B-Seiten der Singles wurden die Lieder Johnny, Storaged bzw. Snowblind verwendet. Snowblind ist eine Coverversion eines Liedes von Black Sabbath.
Die japanische Version des Albums enthält als Bonus das Lied Johnny, welches sich an achter Stelle befindet. In Deutschland wurden zwei limitierte Versionen von Toxicity veröffentlicht. Eine davon enthält ein blaues Albumcover und enthält als Bonus eine DVD mit vier Live-Videos. Die andere Version hat ein rotes Albumcover und enthält eine Bonus-CD mit Backstageaufnahmen. Eine französische Version enthält eine Bonus-CD mit Live-Versionen der Lieder Sugar, War?, Suite-Pee und Know sowie einer Studioversion des Liedes Johnny.

## Titelliste und Hintergrund
Prison Song setzt sich kritisch mit der US-amerikanischen Justiz auseinander. Im Text erwähnt Serj Tankian, dass sich zum Zeitpunkt der Veröffentlichung des Albums rund zwei Millionen Menschen in den Gefängnissen der USA inhaftiert sind und dass sich der Anteil der Häftlinge an der Gesamtbevölkerung seit 1985 verdoppelt habe. Darüber hinaus werden die Verstrickungen der US-amerikanischen Außenpolitik in den weltweiten Drogenhandel thematisiert. Aufgrund dieser Zusammenhänge sei die US-Regierung teilweise dafür verantwortlich, dass mehr als die Hälfte der Insassen US-amerikanischer Gefängnisse wegen kleinerer Drogenvergehen einsitzen.
Needles befasst sich mit dem Missbrauch von Drogen und deren Gefahren. Das Lied Deer Dance kritisiert die Polizeigewalt gegen friedliche Demonstranten. In Jet Pilot geht es um ein Pferd, das davon träumt, als Jetpilot über eine Bucht zu fliegen. Laut Serj Tankian sollte das Pferd ursprünglich den Namen Otto tragen, allerdings mochte Daron Malakian diesen Namen nicht. In dem Lied X werden die von Überbevölkerung erzeugten Probleme angesprochen. Im Text zu Chop Suey! sind zwei Referenzen zu den sieben letzten Worten Jesu, bevor er am Kreuz starb, enthalten. Genannt werden das letzte Wort „Vater, in deine Hände lege ich meinen Geist.“ (Lk 23,46 ) und das vierte Wort „Mein Gott, mein Gott, warum hast Du mich verlassen?“ (Mk 15,34 ; Mt 27,46 ). Der Arbeitstitel des Liedes lautete Suicide.

„Das Lied handelt davon, dass verstorbene Menschen von der Gesellschaft anders betrachtet werden, je nachdem, wie sie starben. Wenn ich von einer Überdosis Drogen sterben würde, würden die Leute sagen, dass ich es verdient hätte, weil ich Drogen missbraucht habe.“

In dem Lied Bounce beklagt sich Serj Tankian über Gruppensex. ATWA steht für „Air Trees Water Animals“ oder auf Deutsch Luft Bäume Wasser Tiere. Das Lied steht in Verbindung zu Charles Manson, der unter diesem Schlagwort die Einheit des Lebens auf der Erde durch die Natur fördern wollte. Daron Malakian vertritt die Meinung, dass Manson aus den falschen Gründen im Gefängnis sitzt und einen unfairen Prozess hatte. Das Titellied Toxicity befasst sich laut Daron Malakian mit der psychischen Störung ADHS. Psycho handelt von zugekoksten Groupies, welche die Band des Öfteren auf ihren Tourneen antrifft. Aerials schließlich beschreibt das Gefühl, verloren zu sein während man in einer materialistischen Gesellschaft bedrängt wird. Der häufig als Arto bezeichnete Hidden Track des Albums befasst sich mit dem Völkermord an den Armeniern im Jahre 1915.

## Rezensionen
Das deutsche Magazin Visions bewertete Toxicity mit elf von zwölf Punkten. Der namentlich nicht bekannte Rezensent lobte die Band für ihre „innovativ instrumentierten, intelligenten Songs, die die Plattform für einen ungemein vielseitigen Sänger bilden“. System of a Down würden mit diesem Album „sämtliche Konkurrenten um Längen hinter sich lassen“ und wären seit den Deftones die „erste Band, die so eigenständig und eigenwillig eine neue Platte gemacht haben“. Don Kaye von Blabbermouth.net bewertete das Album mit der Höchstnote zehn. Laut Kaye haben System of a Down „ihren Sound perfektioniert“ und sich selbst „etabliert als eine der wenigen Bands, von denen die Menschen noch in zehn Jahren sprechen werden“.
Kritischer äußerte sich Wolf-Rüdiger Mühlmann vom deutschen Magazin Rock Hard, der in seiner Rezension die Meinung vertrat, dass System of a Down trotz „einiger pseudoaggressiver Ausbrüche von penetrant ungefährlicher Schwiegersohnnatur“ sein. Die Band würde „niemandem weh tun“ und „mit der Strömung schwimmen“ und „total mittigen, mehrheitstauglichen FDP-Rock“ spielen. Mühlmann bewertete Toxicity mit fünf von zehn Punkten.

## Bedeutung
Das deutsche Magazin Visions und das US-amerikanische Magazin Spin kürten Toxicity jeweils zum Album des Jahres 2001. Das US-amerikanische Onlinemagazin Loudwire führte Toxicity auf Platz eins der elf besten Metalalben der 2000er Jahre und auf Platz elf der 50 besten Metalalben aller Zeiten. Darüber hinaus kürte Loudwire das Lied Chop Suey! zum besten Hard-Rock-Song des 21. Jahrhunderts.
Die Leser des britischen Magazins New Musical Express setzten Toxicity auf Platz sechs der 20 besten Metalalben aller Zeiten. Die Leser des deutschen Magazins Metal Hammer wählten Toxicity auf Platz 22 der 100 besten Metal-Alben aller Zeiten. Das deutsche Magazin Visions führte im Frühjahr 2017 das Album in ihrer Liste der 66+6 besten Metal-Alben des dritten Jahrtausends sowie auf einer Liste der 30 wichtigsten Alben des Nu Metal.

## Kommerzieller Erfolg

### Chartplatzierungen
Toxicity erreichte Platz eins der US-amerikanischen und kanadischen Charts. Platzierungen unter den ersten Zehn erlangte die Band in Australien mit Platz sechs, in Neuseeland mit Platz sieben sowie in Finnland und im flämischen Teil Belgiens, wo Toxicity jeweils Platz acht belegte. Das Album erreichte Platz 13 im Vereinigten Königreich und Platz 16 in Österreich. In den deutschen Charts belegte Toxicity Platz 23 und in der Schweiz Platz 31.
Die drei veröffentlichten Singles konnten sich sowohl in den Vereinigten Staaten als auch im Vereinigten Königreich in den Charts platzieren. Am erfolgreichsten war Chop Suey!, das Platz 17 der britischen Singlecharts erreichte, während in den Vereinigten Staaten Aerials auf Platz 55 der größte Erfolg war. In Deutschland erreichte Aerials Platz 80, während in der Schweiz Toxicity auf Platz 90 kam. In Österreich konnte sich keine Single platzieren.
| ChartsChartplatzierungen       | Höchstplatzierung | Wochen |
| ------------------------------ | ----------------- | ------ |
| Deutschland (GfK)              | 23 (… Wo.)        | …      |
| Österreich (Ö3)                | 16 (45 Wo.)       | 45     |
| Schweiz (IFPI)                 | 31 (41 Wo.)       | 41     |
| Vereinigte Staaten (Billboard) | 1 (121 Wo.)       | 121    |
| Vereinigtes Königreich (OCC)   | 13 (47 Wo.)       | 47     |

| ChartsJahrescharts (2002)      | Platzierung |
| ------------------------------ | ----------- |
| Deutschland (GfK)              | 60          |
| Österreich (Ö3)                | 58          |
| Vereinigte Staaten (Billboard) | 28          |

### Auszeichnungen für Musikverkäufe
In den Vereinigten Staaten wurden in der ersten Woche nach der Veröffentlichung rund 220.000 Exemplare des Albums verkauft. Innerhalb von sechs Wochen erreichte das Album die Marke von einer Million verkauften Einheiten, wofür das Album mit Platin ausgezeichnet wurde. Das Debütalbum benötigte drei Jahre, um diese Marke zu erreichen.
| Land/Region                  | Auszeichnungen für Musikverkäufe (Land/Region, Auszeichnung, Verkäufe) | Verkäufe    |
| ---------------------------- | ---------------------------------------------------------------------- | ----------- |
| Argentinien (CAPIF)          | Gold                                                                   | 30.000      |
| Australien (ARIA)            | 5× Platin                                                              | 350.000     |
| Belgien (BRMA)               | Gold                                                                   | 15.000      |
| Brasilien (PMB)              | Gold                                                                   | 50.000      |
| Dänemark (IFPI)              | 3× Platin                                                              | 60.000      |
| Deutschland (BVMI)           | Gold                                                                   | 150.000     |
| Europa (IFPI)                | Platin                                                                 | (1.000.000) |
| Italien (FIMI)               | 2× Platin                                                              | 100.000     |
| Kanada (MC)                  | 2× Platin                                                              | 200.000     |
| Mexiko (AMPROFON)            | Gold                                                                   | 75.000      |
| Neuseeland (RMNZ)            | 3× Platin                                                              | 45.000      |
| Niederlande (NVPI)           | Gold                                                                   | 40.000      |
| Österreich (IFPI)            | Gold                                                                   | 15.000      |
| Polen (ZPAV)                 | Platin                                                                 | 20.000      |
| Portugal (AFP)               | Gold                                                                   | 3.500       |
| Schweiz (IFPI)               | Gold                                                                   | 20.000      |
| Vereinigte Staaten (RIAA)    | 6× Platin                                                              | 6.000.000   |
| Vereinigtes Königreich (BPI) | 2× Platin                                                              | 600.000     |
| Insgesamt                    | 9× Gold · 25× Platin ·                                                 | 7.773.500   |